# 伊福部隆輝
伊福部 隆輝（いふくべ たかてる、1898年（明治31年）5月12日 - 1968年（昭和43年）1月10日）は、日本の詩人、文芸評論家。鳥取県出身。生田長江に師事した。1923年（大正12年）、橋爪健らと『感覚革命』を創刊する。1924年（大正13年）、陀田勘助らと『無産詩人』を創刊する。のち権藤成卿に学び、『東洋精神の復活』を著す。高輝が本名だが、のち伊福吉部 隆、伊福部 隆彦と名乗り、老子の思想を研究、人生道場無為修道会を主宰した。

## 著書
- 現代芸術の破産 （地平社書房 1924年）
- 現代社会相と文学論の問題 （厚生閣書店 1931年）
- 五・一五事件背後の思想 （改訂版 明治図書出版 1933年）
- 現代都市文化批判 （日東書院 1933年）

（以下は伊福吉部 隆の名義）
- 東洋精神の復活（第一出版協会 1934年）
- 日本詩歌音韻律論（村上信義堂 1935年）
- 大西郷論語（教材社1936年）
- ニイチェ愛と知慧の書（教材社1936年）
- ニイチェ人生哲学（教材社1937年）
- 白隠禅師論語（教材社1937年）

（以下は伊福部隆彦の名義）
- 完全なる夫婦道喧嘩四十八手 （大文字書院 1938年）
- 生活手帖 （創元社 1938年）
- 福徳の真理 （東学社 1938年）
- 生活を正す （今日の問題社 1939年 改題「生活の開拓」）
- 青年の道 （同文館 1939年）
- 無為の人生観 （同文館 1940年）
- 人生道場 （壮年社 1940年）
- 生活の書 （今日の問題社 1941年）
- 人間錬成 （大地社 1941年）
- 老子精髄 （同文館出版部 1941年 6版）
- 表現されぬ世界 一つの人間学 （同文館 1942年）
- 老子道講話 （今日の問題社 1942年）
- 老子眼蔵 （同文館 1942年）
- 最勝の生活 （大地社 1943年）
- 禅道探究 （今日の問題社 1943年）
- 日の皇子 （詩集 赤坂書房 1944年）
- 青年のための宗教論 （道統社 1944年）
- 老子概説 （玄同社（明日への叢書） 1945年）
- 民族を新たにする宗教としての無爲教の提唱 （人生道場社（無爲叢書） 1948年2月）
- 時間と人生 （池田書店（今日の教養書選） 1949年）
- 幸福の開拓 （池田書店（今日の教養書選） 1949年）
- 老子記 （清流社 1950年）
- 宗教の知識 （池田書店（今日の教養書選） 1951年）
- 人生手帖 （池田書店（今日の教養書選） 1951年）
- 運・鈍・根 生きる力 （池田書店（今日の教養書選） 1952年）
- 幸福への門 （山田書店 1953年）
- 事業と人物 （池田書店（今日の教養書選） 1953年）
- 宗教と人生 （池田書店（今日の教養書選） 1954年）
- 死の解決 （池田書店（今日の教養書選） 1954年）
- 老子道徳経研究 （池田書店 1955年）
- 光前光後 （池田書店（現代宗教思想全集） 1955年）
- 禅の教えるもの （学風書院（誰にもわかる宗教講座） 1955年）
- 今日の言葉 （池田書店（今日の教養書選） 1955年）
- 若い人の為の宗教論 （学風書院（誰にもわかる宗教講座） 1955年）
- 幸福手帖 （学風書院（誰にもわかる宗教講座） 1955年）
- 人生を開く言葉 （池田書店（教養新書） 1956年）
- 時間と人生 （池田書店（教養新書） 1956年）
- 凡愚聖土 （四季社（四季新書） 1956年）
- 若い人の為の幸福論 （学風書院（学風書院思索新書） 1956年）
- 禅僧の言葉 （学風書院（誰でもの修養） 1957年）
- 幸福はどこに （学風書院（誰でもの修養） 1957年）
- 宗教とは何か （学風書院（誰でもの修養） 1957年）
- 嘘と真実 人生修道詩集 （学風書院（誰でもの修養） 1957年）
- 事業と修養 （学風書院（誰でもの修養） 1957年）
- 心を洗う （池田書店（教養新書） 1959年）
- 人生への知恵 （紀元社 1960年）
- 老子 現代訳 （昭森社 1960年）
- 無為隆彦詩集 （詩集 無為隆彦詩集刊行会 1961年 200部）
- 暁闇 （詩集 池田書店 1962年）
- 正法眼蔵新講 1-2 （黎明書房 1963年-1965年）
- 歴史の名言 （人物往来社 1964年）
- 老鶴 （詩集 人生道場出版部 1964年）
- 書と現代 （木耳社 1965年）
- 定本無為隆彦詩集 （詩集 神無書房 1966年）
- 現代漢方側面史 （東明社 1966年）
- 世界名言集 ことばの花束 （潮文社新書 1967年 「名文句・殺し文句」潮文社 2006年）
- 歴史の名言 （人物往来社（歴史選書） 1967年）
- 世界の名言 （人物往来社 1967年）
- 幸福への出発 （潮文社新書 1969年）
- 無為 伊福部隆彦作品集 （伊福部蕗子 1970年）
- 東洋の知恵 歴史の名言 （新人物往来社 1970年）
- 無と人間 老子思想への開眼 （近畿大学出版局 1974年）
- 不滅の名言 （榎本國夫編 文芸社 2007年6月）